# Édouard Gnacadja
Édouard Gnacadja est un footballeur sénégalais des années 1970. Il évoluait au poste de défenseur.

## Biographie
- Défenseur central  de 1969 -1975 du Jaraaf de Dakar (avant Foyer France Sénégal)
- Douze matchs avec le FC Lorient, dont dix en championnat de Division 2 et deux en coupe de France lors de la saison 1972-1973[1].
- Un match également en sélection africaine contre la France le 15 juin 1972[2].